# Varga Károly (karnagy, 1925)
Varga Károly (Jászberény, 1925. szeptember 20. –) magyar zenetanár, karnagy, rádiós szerkesztő-riporter. Nevéhez kötődik számos, gyermekeknek és fiataloknak szóló zenei program, hangverseny, operaházi előadás, rádió- és televízióműsor, zenei vetélkedő műsorvezetése. Több ezer hangversenynek volt házigazdája pályája során. A Magyar Köztársaság Tisztikeresztjével kitüntetett, kétszeres Artisjus-díjas, hét alkalommal kapta meg a Magyar Rádió Nívódíját, KÓTA Életmű-díjas, a Magyar Kodály Társaság és az Erkel Ferenc Társaság tiszteletbeli tagja. 2023-ban, 98 évesen Csaba Királyfi Emlékérmet kapott és Magyar Kultúra Lovagja elismerésben részesítették.

## Pályája, munkahelyei
Varga Károly munkaköreit felsorolni is hosszú. 1.) Liszt Ferenc Zeneművészeti Főiskola Tanárképző Intézetének (gyakorlati tanítást tanító) vezető tanára, 2.) az Óbudai Aelia Sabina Zeneiskola iskolaalapító - zeneiskolai tanszakvezető szolfézstanára, 3.) a Prím Zeneiskola alapító szolfézstanára, a zeneiskola alapítványának volt elnöke, az óvodáskorúak szolfézs tanmenetének kidolgozója, illetve 4.) a Fővárosi Zeneiskola Szervezet tanszakvezetője, bemutató tanára. 5.) A 45 éven keresztül a Magyar Rádió szerkesztő-riportere, ugyanott 6.) műsorvezető, ugyanígy 7.) 25 évig a Magyar Televíziónál, 8.) az Országos Filharmóniánál és a 9.) Magyar Állami Operaház ifjúsági bérletes hangversenyeinél is. 10.) Zenei szakkönyveket, 11.) napilapokban, folyóiratokban beszámolókat, koncertismertetéseket stb. 12.) filmeknek és vetélkedőknek forgatókönyveket írt. Mindeközben 13.) nyári táborokban metodikai kurzusok vezetője feladat is elérte, miközben nem utolsó sorban 14.) Kicsinyek Klubja, Mozart Klub, Zenekedvelő Gyerekek Klubja, Gyerekek Operaklubja címen négy klubot vezetett. Az általa vezetett Mozart Klubnak több világhírűvé lett magyar művész volt tagja. 15.) Karnagya volt hat kórusnak, végezetül pedig (amelyet plusz "fél" állásként emleget) beugrásszerű karvezetői fellépéseit tartja számon. Ismeretterjesztési és pedagógiai munkásságával minduntalan a teljességre és igazmondásra törekedett, amelynek alapja a biztosan megszerzett és naprakészen frissített tudás, tájékozottság, a nagy elődök követése, a Kodályi hagyomány ápolása valamint a zene közvetítő és embert formáló szerepébe vetett hit és annak továbbadása.

## Élete
Diplomája megszerzését követően a Fővárosi Zeneiskola Szervezet budai, majd óbudai Zeneiskolájának tanszakvezető tanára lett, később pedig a Liszt Ferenc Zeneművészeti Főiskola Tanárképző Intézetének vezető tanára volt.
1951-től 57 éven át volt a Magyar Rádió Ifjúsági Osztályának külsős szerkesztő-riportere és műsorvezetője. Riporterként több ezer tudósításában számolt be az ország és a földrész ifjúsági kórustalálkozóiról, zenekari fesztiváljairól, különböző zenei versenyeiről. Interjúiban megszólaltatta a zene magyar és külföldi hírességeit. Fél évszázadon át szerkesztette a Fiatalok Zenei Újságját. Gyakran volt műsorvezetője az ifjúság számára 6-os stúdióban rendezett nagy zenei műsoroknak, még többször az országot átfogó nagy zenei vetélkedőknek. Kedvenc műsorai voltak az „Énekeljünk együtt” és az „Ami az énekes-könyvből kimaradt”.
1959-től huszonhárom éven keresztül vezette a Zenekedvelő Gyerekek Klubja című sorozatát a televízióban. Emellett már zeneakadémista korában az Országos Filharmónia ifjúsági hangversenyeinek műsorvezetője volt. Többezer hangversenyt vezetett, köztük a kicsinyek Mesélő Muzsika című sorozatait és az általános és középiskolások koncertsorozatait. Sok éven át vezette az ifjúsági operabérletek előadásait a Magyar Állami Operaházban és az Erkel Színházban.
Nevéhez fűződik a Zenekedvelő Gyerekek Klubjának és a Gyerekek Opera Klubjának megalapítása, valamint a Mozart Klub és a Kicsinyek Zenei Klubjának létrehozása is. Emellett többszáz zenei vetélkedő forgatókönyvét írta meg, és ő készítette a kecskeméti Kodály Zoltán zeneiskoláról szóló film forgatókönyvét is, amely Kodály Zoltán személyes kérésére született meg.

## Hatása
Munkásságával egész élete folyamán nemcsak a szakmai berkeken belül kapott tiszteletet és elismerést, valamint tágabb művészeti területeken széleskörű ismeretséget, hanem abszolút országos hírnévre tett szert, méltán megszerezve ezzel "az ország Karcsi bácsija" nevet és a vele járó máig tartó lankadatlan tekintélyt. Elismertségével sosem élt vissza, szerethető, udvarias és kedves személyére azok is visszaemlékeznek, akik nem maradtak zeneközelben. Ismeretterjesztési és pedagógiai munkássága egy korszakot határoz meg.

## Díjai
- 1965 SZOT Művészeti-díj
- 1970 Kiváló Népművelő
- 1971 Kiváló Úttörővezető
- 1971 Óbudáért
- 1973 Magyar Rádió Nívódíja (ezen kívül még hatszor nyerte el)
- 1976 Veszprém Megyéért - Ezüst Fokozat (először)
- 1979 Úttörövárosért-díj (Zánka)
- 1981 Kiváló Pedagógus
- 1986 Veszprém Megyéért - Arany Fokozat (másodszor)
- 1987 Pedagógus Szolgálati Emlékérem (először)
- 1991 Pedagógus Szolgálati Emlékérem (másodszor)
- 2000 Miniszteri elismerő oklevél (ezen kívül még egyszer nyerte el)
- 2001 A Főváros Zeneoktatásáért
- 2005 Artisjus-díj (először)
- 2005 Óbuda Kultúrájáért[2]
- 2013 Elismerő Oklevél a gyermekek klasszikus zenei neveléséért (az Emberi Erőforrások Minisztériumától)
- 2014 Magyar Köztársasági Érdemrend Tisztikeresztje
- 2015 KÓTA Életmű-díj
- 2016 Magyar Kodály Társaság Tiszteletbeli tagja
- 2017 Erkel Ferenc Társaság Tiszteletbeli tagja
- 2018 Artisjus-díj (másodszor)[3]
- 2023 Csaba Királyfi Emlékérem[4]
- 2023 A Magyar Kultúra Lovagja

Varga Károlyt számos elismeréssel jutalmazták többször:
- Miniszteri elismerő oklevél (kétszer: 2000)
- Miniszteri dicsérő oklevél (kétszer)
- Szocialista Kultúráért (kétszer)
- Magyar Rádió Nívódíj (hétszer)

## Tagságok
A Kodály Zoltán Társaság és az Erkel Ferenc Társaság tiszteletbeli tagja. 

## Írások, könyvek
- Varga Károly (1954). „Egy példás énekkar”. Népművelés 1 (10/11), 63-64. o.
- Varga Károly (1960). „Célunk: az ifjúmunkásokat elvezetni az értékes zene élvezéséhez”. Parlando (5/6).
- Játsszunk zenét! I. Hol volt, hol nem volt. Budapest: Zeneműkiadó, 79–80. o. (1969)
- Friss Gábor, Szabó Helga, Varga Károly. Játsszunk zenét! II. Most légy okos, Domonkos!. Budapest: Zeneműkiadó, 78–82. o. (1969)
- Varga Károly (1975). „Ötletbank : Óbudai Éneklő Társaság / Varga Károly”. Kóta 4 (6), 21-22. o.
- György Istvánné, Háray Ferencné, Kalmár Márton, Varga Károly. Óraleírások és módszeres ajánlás szolfézs és ének tanításához. Liszt Ferenc Zeneművészeti Főiskola (1977)